# Sport Clube Camaçariense
Sport Clube Camaçariense é um clube brasileiro de futebol, com sede em Camaçari, no estado da Bahia. Suas cores são vermelho e o branco. Foi campeão do Campeonato Baiano de Futebol de 2003 - Segunda Divisão, a principal conquista da equipe. No Campeonato Baiano de 2006, a equipe acabou rebaixada para a 2.ª Divisão após disputa contra a Catuense.
O clube tem como principal rival o Camaçari Futebol Clube, time da mesma cidade, com quem faz o Clássico do Polo.

## Títulos
| Estaduais | Estaduais                      | Estaduais | Estaduais  | Estaduais |
|           | Competição                     | Títulos   | Temporadas |           |
|           | Campeonato Baiano - 2ª Divisão | 1         | 2003       |           |
| --------- | ------------------------------ | --------- | ---------- | --------- |